# Paralelo 50 S
O Paralelo 50 S é um paralelo no 50° grau a sul do plano equatorial terrestre.
Começando pelo Meridiano de Greenwich e tomando a direção leste, o paralelo 50° Sul passa sucessivamente por:
| País, território ou mar | Notas                                                                   |
| ----------------------- | ----------------------------------------------------------------------- |
| Oceano Atlântico        |                                                                         |
| Oceano Índico           | Passa a sul das Ilhas Kerguelen, Terras Austrais e Antárticas Francesas |
| Oceano Pacífico         | Passa a sul das Ilhas Antípodas, Nova Zelândia                          |
| Chile                   | Arquipélago Patagónico e parte continental                              |
| Argentina               |                                                                         |
| Oceano Atlântico        |                                                                         |